# 西藏自治区社会科学院
西藏自治区社会科学院，简称西藏社会科学院、西藏社科院，是中华人民共和国西藏自治区人民政府直属的独立编制和独立核算的全额拨款事业单位。主办《西藏研究》期刊。

## 历史沿革
1978年12月开始筹备自治区社会科学院。1985年8月5日正式成立。2011年5月26日，西藏自治区哲学社会科学界联合会正式挂牌成立，与西藏自治区社会科学院“一个机构两块牌子”。
2013年12月11日，西藏自治区社会科学院贝叶经研究所正式成立并挂牌，开展研究贝叶经写本、编纂《藏梵汉英对照词典》和编辑出版《西藏贝叶经研究》等工作。
2016年10月31日上午，西藏自治区社会科学院南亚研究所正式成立并挂牌。

## 机构设置
行政职能部门
- 办公室
- 科研管理处
- 学术工作处
- 联络协调处
- 政工人事处

科研所
- 民族研究所
- 宗教研究所
- 当代西藏研究所
- 农村经济研究所
- 经济战略研究所
- 马克思主义理论研究所
- 贝叶经研究所
- 南亚研究所

科研辅助部门
- 文献信息管理处
- 藏文古籍出版社
- 刊物编辑部